# قائمة زملاء الجمعية الملكية المنتخبين في 1919
هذه الصفحة تعرض قائمة زملاء الجمعية الملكية المُنتخبين لعام 1919.

## الزملاء
- سايمون فلكسنر
- جورج بارغر
- John William Evans (geologist) [الإنجليزية]‏
- جيفري إنغرام تايلور
- سيدني تشابمان
- إدوارد الثامن ملك المملكة المتحدة
- توماس مورغان
- تيودور ويليام ريتشاردز
- ويليام ديلر ماثيو
- Edward Heron-Allen [الإنجليزية]‏
- John Christopher Willis [الإنجليزية]‏
- Maurice Fitzmaurice [الإنجليزية]‏
- Francis Arthur Bainbridge [الإنجليزية]‏
- Charles Close [الإنجليزية]‏
- Charles Gabriel Seligman [الإنجليزية]‏